# ارزن شن‌دوست
ارزن شن‌دوست (نام علمی: Panicum turgidum) نام یک گونه از سرده پانیکام است.